# Nižný Čaj
Nižný Čaj es un municipio del distrito de Košice-okolie en la región de Košice, Eslovaquia, con una población estimada a final del año 2024 de 288 habitantes.
Se encuentra ubicado en el centro de la región, en la cuenca hidrográfica del río Sajó (afluente derecho del Tisza) y cerca de la frontera con la región de Prešov y con Hungría.

## Demografía
| Año        | 1994 | 2004     | 2014    | 2024    |
| ---------- | ---- | -------- | ------- | ------- |
| Población  | 247  | 272      | 275     | 288     |
| Diferencia |      | +10,12 % | +1,10 % | +4,72 % |

| Año        | 2023 | 2024 |
| ---------- | ---- | ---- |
| Población  | 288  | 288  |
| Diferencia |      | +0 % |